# Вика жовта
Вика жовта, горошок жовтий (Vicia lutea L.) — вид квіткових рослин родини бобові (Fabaceae). Етимологія: лат. lutea — «жовтуватий».

## Опис
Однорічна трав'яниста рослина. Приблизно від 20 до 60 см в довжину, витка або прямовисна. Може бути і волохатою і голою. Листя складається з 6 чи 8 листових фрагментів, які досягають довжини близько 10 до 20 мм і ширини від 3 до 5 мм. Квіти довжиною від 20 до 25 мм ростуть поодинці або рідко парами в пазухах листків. Пелюстки від блідо-жовтого до лимонно-жовтого кольору. Плоди 25–40 × 7–11 мм, запушені, з білим або жовтуватим або червонуватим волоссям, зрідка голі, з 2–8 насінням. Насіння ≈ 4–6 мм.

## Поширення, екологія
Країни поширення: Північна Африка: Алжир; Єгипет; Лівія; Марокко; Туніс. Західна Азія: Іран [пн.]; Ізраїль; Ліван; Сирія; Туреччина. Кавказ: Азербайджан; Грузія. Європа: Велика Британія; Угорщина; Швейцарія; Албанія; Болгарія; Колишня Югославія; Греція [вкл. Крит]; Італія [вкл. Сардинія, Сицилія]; Румунія; Франція; Португалія [вкл. Мадейра]; Гібралтар; Іспанія [вкл. Балеарські острови, Канарські острови]. Натуралізований в інших країнах.
Населяє поля, дороги, луки, і відкриті чагарники; 0–1700 м. Квіти в період з квітня по червень.

## Галерея

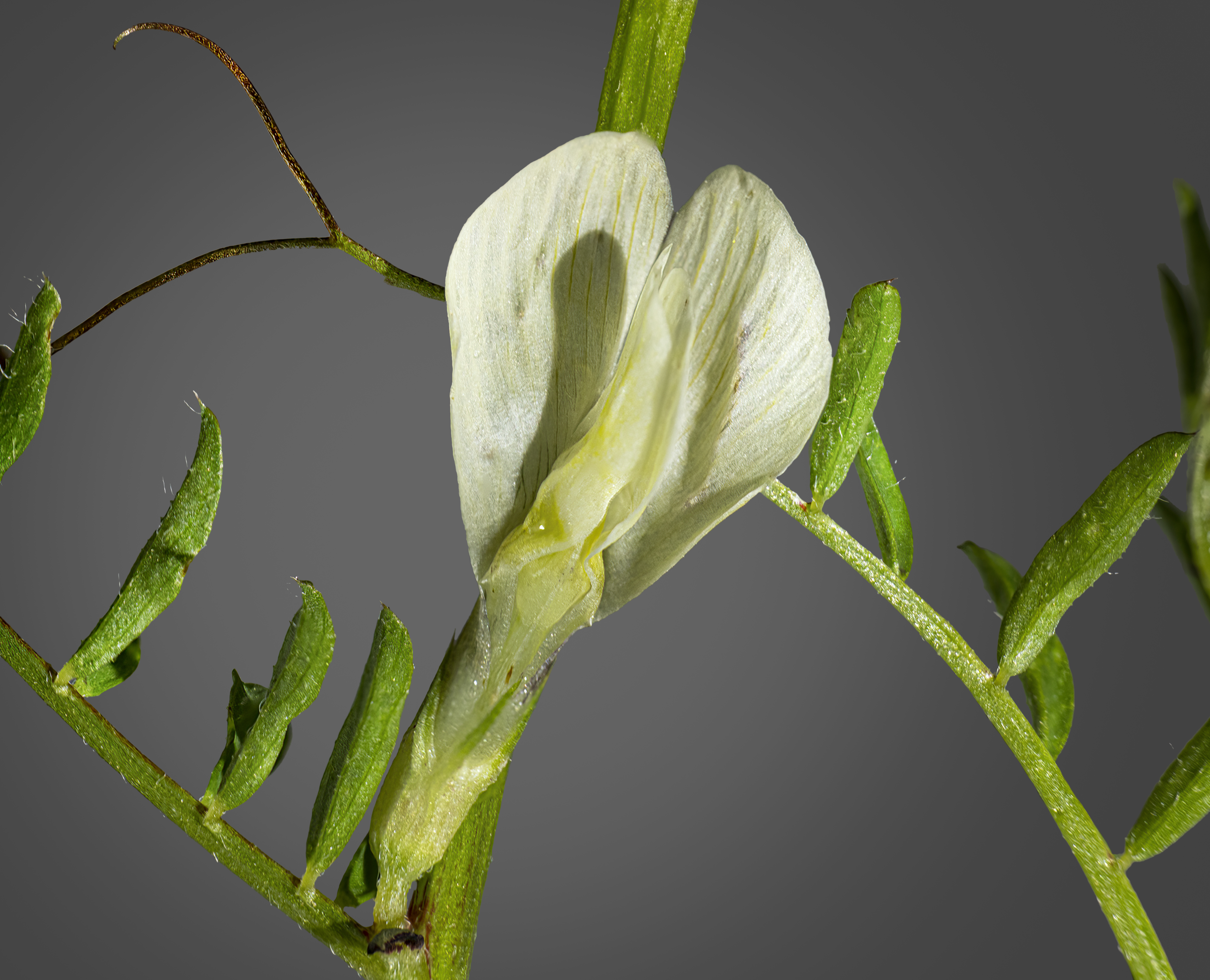
Квітка
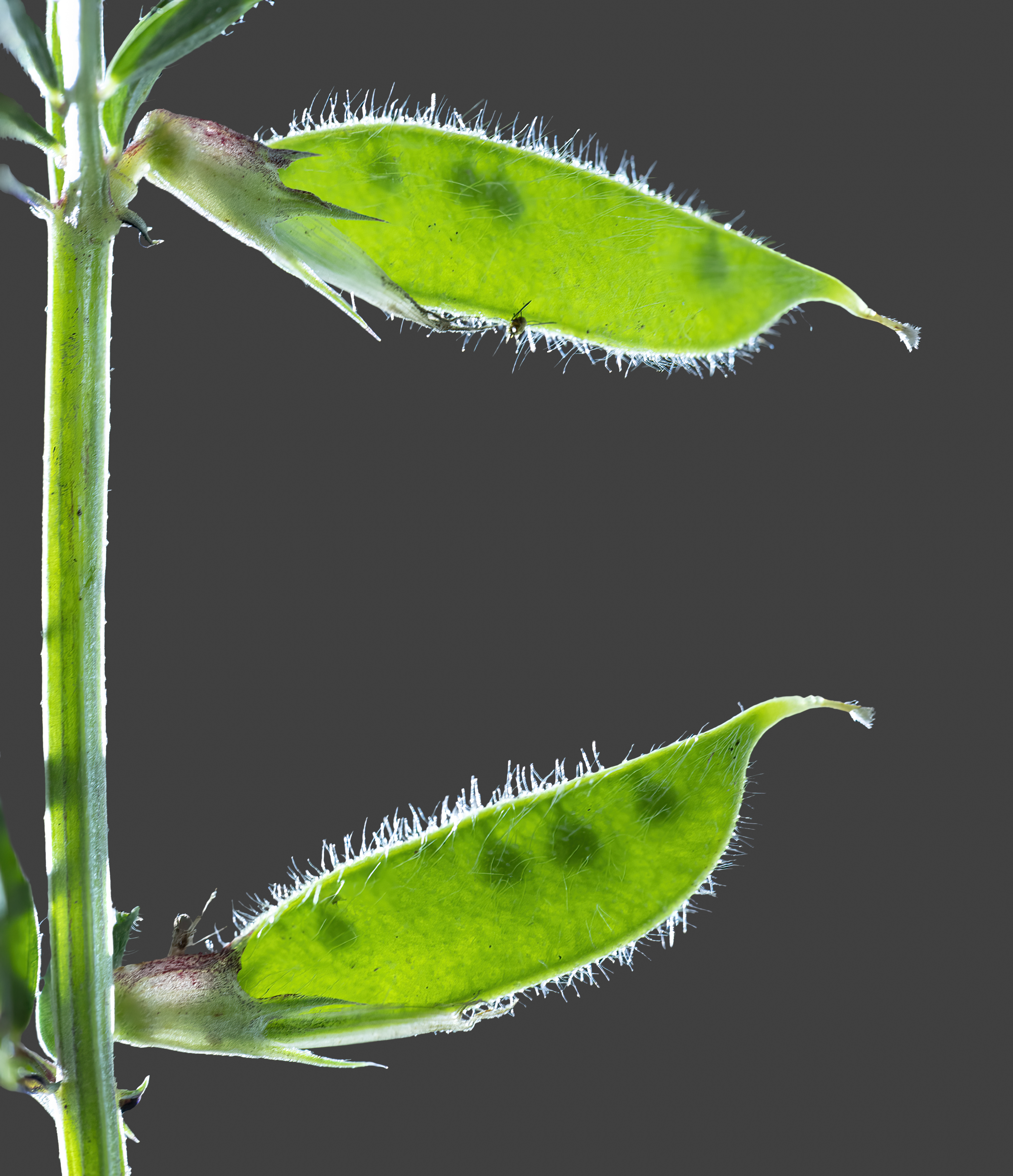
Незрілі плоди
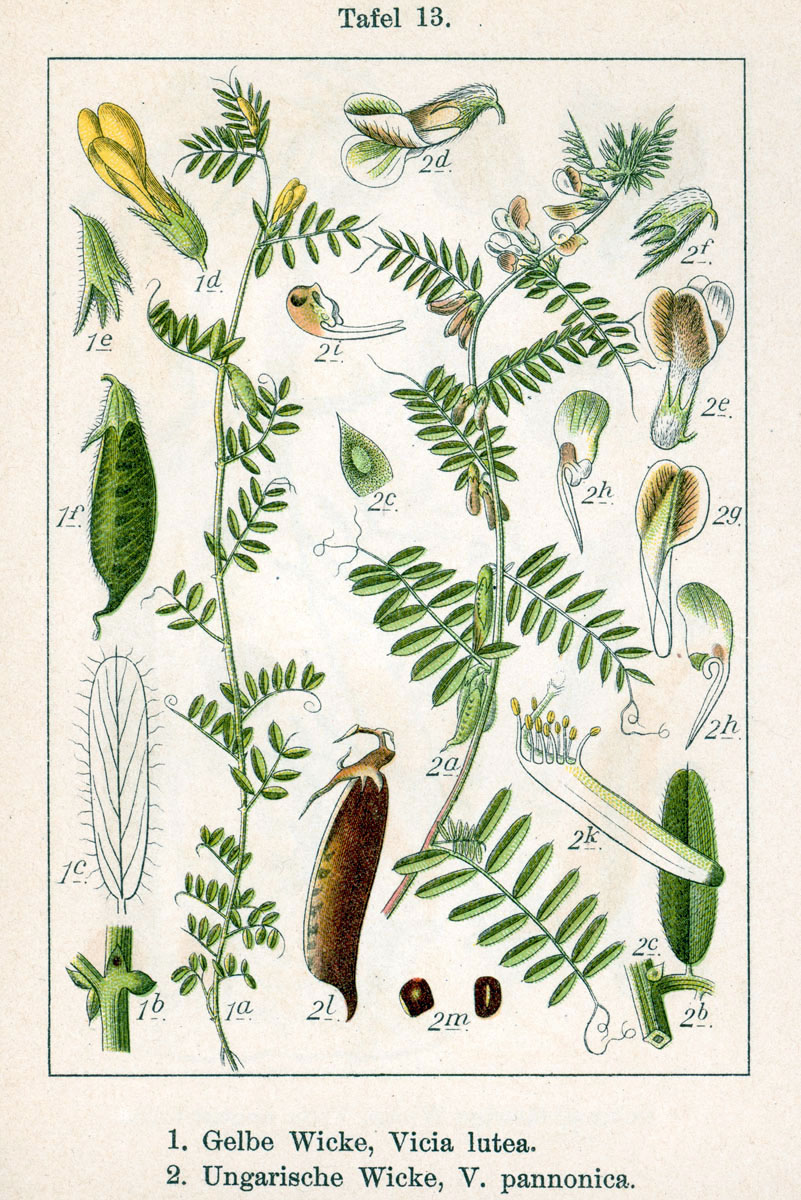
Ілюстрація